# Oravská župa (Československo)
Oravská župa (slovensky Oravská župa) byla jedna ze žup, jednotek územní správy na Slovensku v rámci prvorepublikového Československa. Byla vytvořena při vzniku Československa z uherské Oravské župy. Existovala v letech 1918–1922, měla rozlohu 1 630 km² a jejím správním centrem byl Dolný Kubín.

## Historický vývoj
Po vyhlášení Martinské deklarace dne 30. října 1918, kterou se Slovensko vydělilo z Uherska a přičlenilo k nově vzniklému Československu, zůstalo slovenské území dočasně rozdělené na administrativní celky vytvořené Uherskem. Jedním z těchto celků byla Oravská župa, která vznikla z původní uherské Oravské župy. V čele župy stál vládou jmenovaný župan, který disponoval všemi pravomocemi, zatímco samosprávná funkce župy byla potlačena.
Sídlo župy se nacházelo v Dolném Kubíně.
Oravská župa existovala do 31. prosince 1922. K 1. lednu 1923 bylo na Slovensku vytvořeno nové župní zřízení, které bylo původně plánované pro celé Československo, nicméně realizováno bylo pouze právě na Slovensku.

## Geografie
Oravská župa se nacházela na severním Slovensku, v okolí řeky Oravy. Na jihu hraničila s Liptovskou župou, na jihozápadě s Turčanskou župou a na západě s Trenčínskou župou. Severní a východní hranice byla zároveň státní hranicí s Polskem.

## Administrativní členění
V roce 1919 se Oravská župa členila na čtyři slúžňovské okresy: Dolný Kubín, Námestovo, Trstená a Zámocký.